# Grayson County, Virginia
Grayson County är ett administrativt område i delstaten Virginia, USA, med 15 533 invånare. Den administrativa huvudorten (county seat) är Independence. 

## Geografi
Enligt United States Census Bureau så har countyt en total area på 1 155 km². 1 146 km² av den arean är land och 8 km² är vatten.     

### Angränsande countyn
- Johnson County, Tennessee - sydväst
- Washington County, Virginia - väst
- Smyth County - nordväst
- Wythe County - nordost
- Ashe County, North Carolina - syd
- Alleghany County, North Carolina - syd
- Surry County, North Carolina - sydost
- Carroll County - öst